# Rambé
Ramilton Jorge Santos do Rosário, surnommé Rambé (né le 4 octobre 1989 à São Vicente au Cap-Vert), est un footballeur cap-verdien. Il évolue au poste d'attaquant au CF Belenenses, club du championnat du Portugal de football D2.

## Biographie

### En club
Rambé commence sa carrière dans son pays natal, le Cap-Vert, avec le FC Batuque, une équipe de sa ville natale. Il n'y reste qu'un an avant de quitter le club pour le CS Mindelense dès l'année suivante.
Il quitte ensuite le Cap-Vert pour le Portugal. Il joue d'abord avec deux équipes de troisième division, de niveau amateur. Il est ensuite transféré pour la saison 2012-2013 au CF Belenenses, club évoluant en deuxième division.

### En équipe nationale
Rambé joue son premier match international en 2011, alors qu'il joue au CA Macedo de Cavaleiros.
En 2013, il ne fait pas partie de l'effectif du Cap-Vert pour la CAN 2013, mais, lorsque Zé Luís décide de ne pas participer à la compétition, Rambé prend sa place. Rambé joue deux matchs lors de cette compétition, avec des entrées en jeu chaque fois comme remplaçant, pour un total de 15 minutes de jeu.